# Piquerobi

Piquerobi este un oraș în São Paulo (SP), Brazilia.